# Stenalia dolini
Stenalia dolini is een keversoort uit de familie spartelkevers (Mordellidae). De wetenschappelijke naam van de soort is voor het eerst geldig gepubliceerd in 1974 door Lazorko.